# Хейгерстаун (Мэриленд)
Хе́йгерстаун (англ. Hagerstown [ˈheɪgərzˌtaʊn]) — город с местным самоуправлением (city) в штате Мэриленд, США. Административный центр и крупнейший населённый пункт округа Вашингтон. Население — 39 662 человека по переписи 2010 года (6-й по количеству жителей в штате).

## История

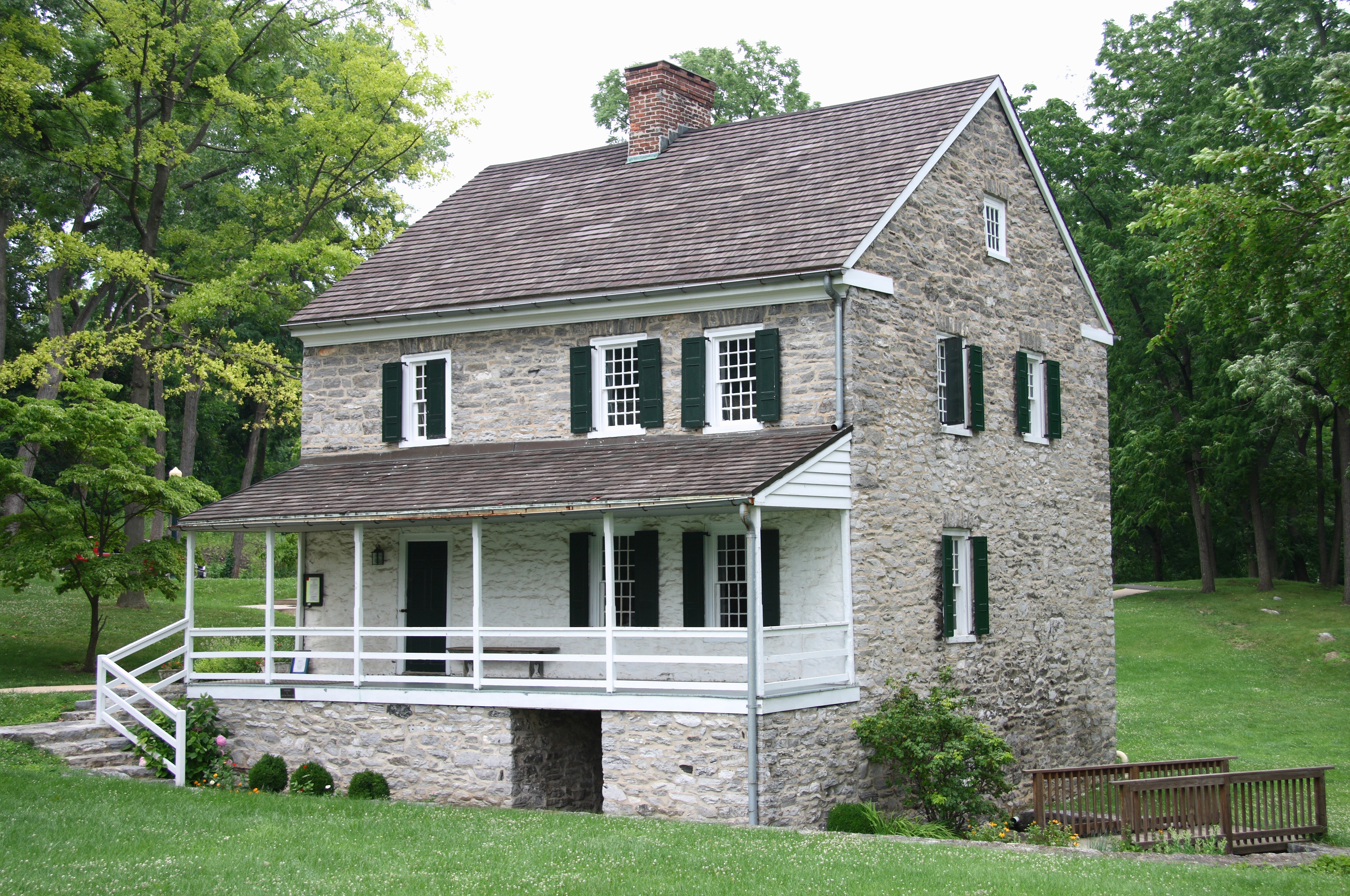
Дом Йонатана Хагера

В 1739 году немецкий иммигрант в Пенсильванию Йонатан Хагер (1714—1775) приобрёл 200 акров земли между Голубым хребтом и Аллеганами. В 1762 году он основал здесь город Элизабеттаун (Elizabethtown), назвав его в честь жены, Элизабет Кершнер.

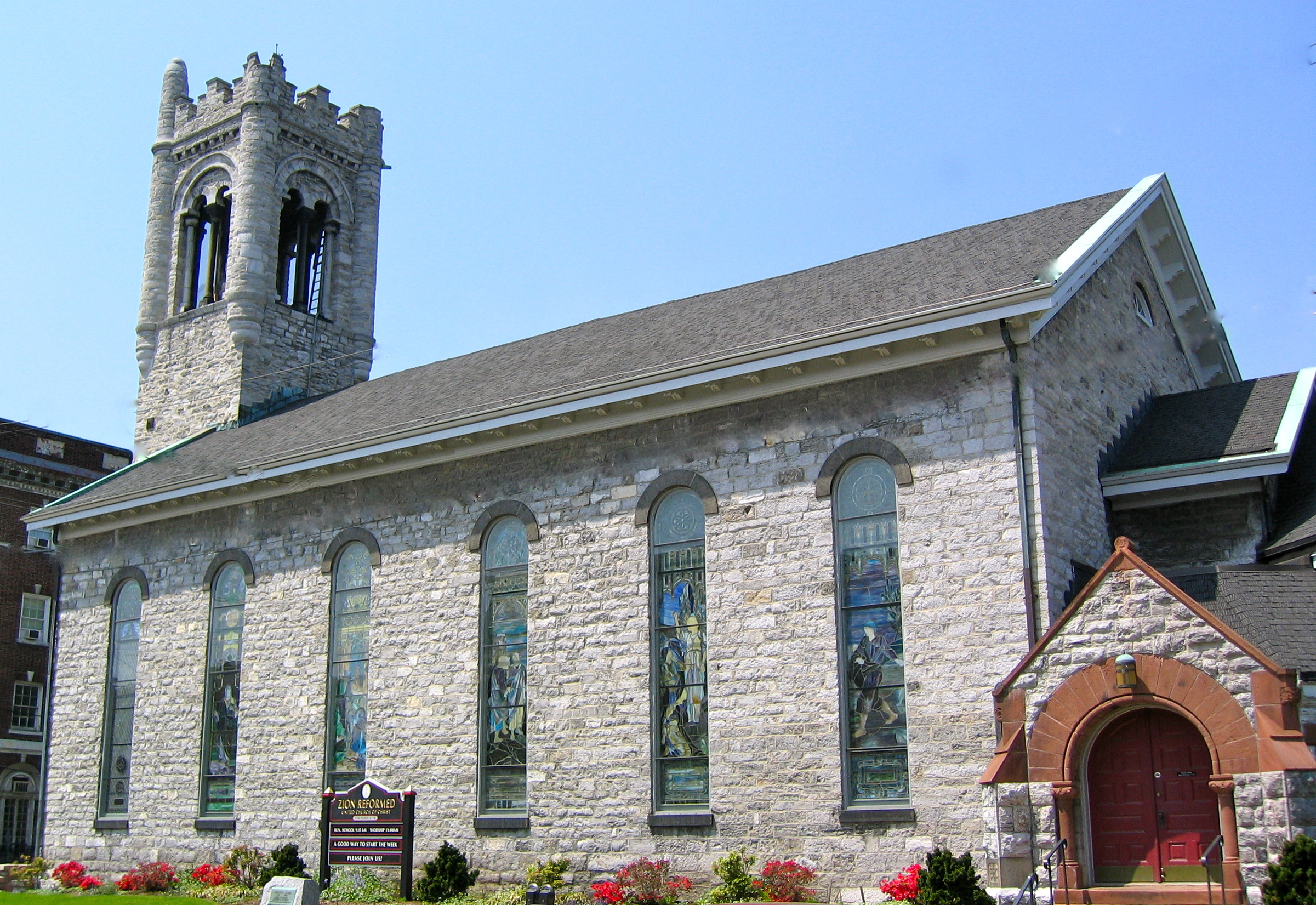
Здание церкви, в которой похоронен Хагер

Хагер погиб в 1775 году на своей лесопилке во время распиливания брёвен для строительства городской церкви. Он был похоронен близ здания церкви.
В 1791 году Элизабеттаун получил статус города. В 1813 году он был переименован в Хейгерстаун — «город Хагера», в обиходе часто так назывался и ранее.
Во время гражданской войны в США Хейгерстаун занимал важное стратегическое положение, располагаясь близко к границе Северных и Южных штатов. В 1861 году он был использован для размещения войск Севера под командованием генерала Паттерсона перед атакой на Южные войска в долине Шенандоа. В 1862 году город был занят армией генерала Лонгстрита, в 1863 году был отдан Северу. В 1864 году Джубал Эрли осадил Хейгерстаун и потребовал от Севера 20 тысяч долларов, в противном случае угрожая полностью уничтожить город. Благодаря находчивости администрации города эта сумма денег была уплачена Югу.
В 1873 году в Хейгерстауне был открыт окружной суд. В 1880 году здесь основан завод по производству органных труб. В 1901 году открыта окружная библиотека. В 1914 году в городе был создан городской парк, признанный, наряду с домом Хагера, национальным историческим памятником. В 1931 году на его территории был основан Музей изящных искусств округа Вашингтон. С 1935 года в городе существует Хейгерстаунский симфонический оркестр.
В 1938 году здание мэрии, с 1822 года служившее в качестве, помимо расположения администрации, здания рынка, было перестроено.
После гражданской войны к городу было проведено несколько железнодорожных линий, сделавших его важным транспортным узлом. Затем были построены части магистралей I-70 и I-81, окружившие город.

## Экономика
В городе расположен завод компании Mack Trucks выпускающий коробки передач и отбора мощности, раздаточные коробки.

## Транспорт

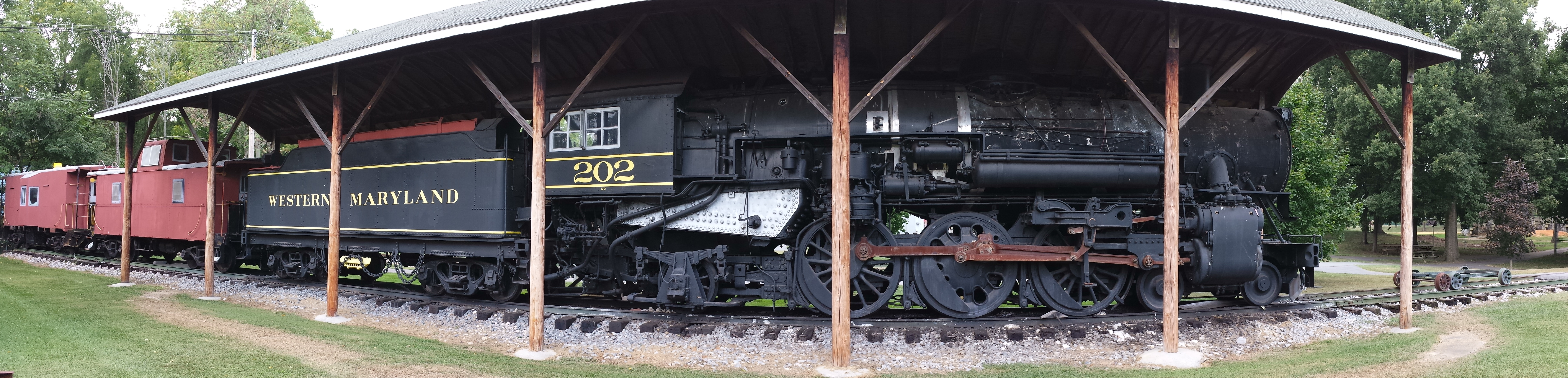
Паровоз принадлежавший Western Maryland Railway

Многочисленные железнодорожные линии соединяют Хейгерстаун со многими городами США. Одной из первых была сооружен линия до Роанока.
Близ города расположен региональный аэропорт Хейгерстауна — один из старейших аэропортов США.
Через Хейгерстаун проходят US 11 и US 40. По западным районам город пересекает магистраль I-81, соединяющая Нью-Йорк и Канаду на севере с Виргинией и Теннесси на юге. К югу от города проходит I-70, идущая от Балтимора на запад, через почти все США, заканчиваясь в Юте.

## Демография
Согласно данным переписи населения 2010 года, в Хейгерстауне проживало 39 662 человека. В 2000 году этот показатель составлял 37 099 человек.
Расовый состав жителей города в 2010 году распределился следующим образом: белые американцы 75,75 %, афроамериканцев 15,48 %, коренных американцев 0,08 %, азиатов 1,27 %, представителей двух и более рас 5,05 %, латиноамериканцев и другой расы 5,63 %.
По состоянию на 2000 год, медианный доход на одно домашнее хозяйство в городе составлял $30796, доход на семью $38149. У мужчин средний доход $31200, а у женщин $22549. Средний доход на душу населения $17153. 18,1 % семей или 15,1 % населения находились ниже порога бедности, в том числе 18,1 % молодёжи младше 18 лет и 13,7 % взрослых в возрасте старше 65 лет.